# Rantau Panjang (Koto Gasib)
Rantau Panjang is een bestuurslaag in het regentschap Siak van de provincie Riau, Indonesië. Rantau Panjang telt 1311 inwoners (volkstelling 2010).